# Francis Schneider
Francis Joseph Christopher Schneider, (Erfurt, 29 de março de 1832 — Campinas, 21 de março de 1910), foi um missionário prussiano, naturalizado estadunidense, e pastor da Igreja Presbiteriana do Brasil, tendo sido Moderador do seu Supremo Concílio entre os anos 1869-1870 (na época Presbitério do Rio de Janeiro). Considerado "pioneiro do presbiterianismo no interior de São Paulo e na Bahia".

## História
Nascido aos 29 de março de 1832, em Erfurt, no Reino da Prússia, à época, naturalizou-se estadunidense. Em 1861, ao concluir seus estudos no "Western Theological Seminary" e ser ordenado pastor pelo Presbitério de Saltsburg, foi enviado ao Brasil para uma missão evangelística em auxílio à obra iniciada pelo rev. Ashbel Green Simonton em 1859. Chegou no Rio de Janeiro em 7 de dezembro de 1861.  Segundo o relato de Vicente Themudo Lessa, quando contava com 30 anos de idade, o Rev. Schneider pregou em Juiz de Fora, numa colônia alemã que era mantida pela Companhia União e Indústria. De Juiz de Fora, retornou ao Rio de Janeiro para celebração da Santa Ceia do Senhor em 12 de janeiro de 1862. Simonton assim relatou:
Domingo, dia 12 [de janeiro de 1862], celebramos a Ceia do Senhor, recebendo por profissão de fé Henry E. Milford e Cardoso Camilo de Jesus. Organizamo-nos assim em Igreja de Jesus Cristo no Brasil. Foi um momento de alegria e satisfação. Multo mais cedo que esperava minha pouca fé, Deus nos permitiu os primeiros frutos da missão. Senti-me até certo ponto agradecido, mas não como devia. A comunhão foi dirigida por Mr. [Francis Joseph Christopher] Schneider e por mim, em inglês e português. O Sr. Cardoso, a seu pedido e de acordo com o que consideramos melhor, depois de muito estudo e certa hesitação, foi batizado. Prestou um exame que satisfez completamente a Mr. Schneider e a mim, sem deixar dúvida em nossas mentes com respeito à realidade de sua conversão. Graças sejam dadas a Deus pela confirmação de nossa fraca fé, por vermos que não pregamos em vão o Evangelho.

(...)

quando o Sr. Schneider chegou, organizou-se o Presbitério e o Sr. Conceição foi ordenado.
Posteriormente, ainda em 1862, foi responsável por pregar para muitos alemães que residiam na então província de São Paulo. Somente na capital pregou para mais de trinta. Visitou alemães e suíços nas cidades de Beri, Campinas, Cubatingo, Limeira, Paraíso, Rio Claro, São Jerônimo e São Lourenço. No entanto, os colonos pouco se interessavam por suas pregações, de modo que o missionário começou a pregar aos brasileiros. Rev. Schneider fixou-se em Rio Claro até março de 1863. Em 15 de maio daquele ano, foi eleito copastor da Igreja Presbiteriana do Rio de Janeiro. No entanto, Boanerges Ribeiro descreve Schneider como: "Em Rio Claro estava Schneider, que agora não se limitava a pastorear os alemães, mas já fazia prédicas em português. Não era, contudo, homem à altura da oportunidade, ao menos naquele período de sua vida. Indeciso e sem iniciativa, mais inclinado a receber orientação dos colegas que a enfrentar sozinho a luta, Schneider deixou-se fixar em Rio Claro".
Em 16 de dezembro de 1865, participou da formação do Presbitério do Rio de Janeiro e da ordenação do Rev. José Manoel da Conceição.
De São Paulo, chegou em Salvador em 9 de fevereiro de 1871 e logo tratou de realizar pregações. A Igreja foi organizada em 21 de abril de 1872, ocasião em que ocorreram primeiros batismos, realizados pelo reverendo. Até 1877, realizou 17 batismos e 10 casamentos. Necessitou retornar aos Estados Unidos, deixando a Igreja Presbiteriana da Bahia (até então na capital), até que Robert Lenington ocupou seu posto. Tendo recebido mudas de laranja-da-baía de Marcos Luiz da Boa Morte, as quais levou consigo ao EUA, tendo sido o início do cultivo daquele fruto naquele país.
Retornou ao Brasil em 1882, no Rio de Janeiro. Participou da organização do Sínodo do Brasil em 1888. Transferiu-se para São Paulo, onde atuou como funcionário público estadual, trabalhando na meteorologia da Secretaria da Agricultura. Foi professor no Instituto Teológico e no Seminário Presbiteriano do Sul, quando este mudou-se de Nova Friburgo para Campinas. Muito cooperou com a Igreja Presbiteriana Unida de São Paulo.

## Morte
Dentre os companheiros de Ashbel Green Simonton, fundador da Igreja Presbiteriana do Brasil, (Simonton, Alexander Latimer Blackford e Schneider), Schneider foi o último a morrer. Para Alderi Souza de Matos, Schneider foi um homem "austero e de gênio impulsivo, [que] era rigorosamente exato e exigia o mesmo dos outros". Morreu em 21 de março de 1910, após uma longa enfermidade, aos 77 anos. Foi sepultado no Cemitério dos Protestantes e no seu túmulo foi escrito o versículo 24 do capítulo 17 do Evangelho segundo João: "Pai! A minha vontade é que, onde Eu estou, estejam também comigo aqueles que Tu me deste". Em seu testamento deixou registrada a seguinte declaração:
Minha fé para a salvação está depositada no meu Senhor e Salvador Jesus Cristo que morreu por meus pecados e, ressuscitado, subiu ao céu, onde vive e intercede por mim à destra do Pai. Esta é a fé que recomendo aos meus filhos e amigos, e exorto-os, ainda depois de morto, a que aceitem este mesmo Jesus por seu Salvador e vivam obedientes à sua lei contida nas Sagradas Escrituras, comumente chamadas a Bíblia.